# Pintor de Céfiro

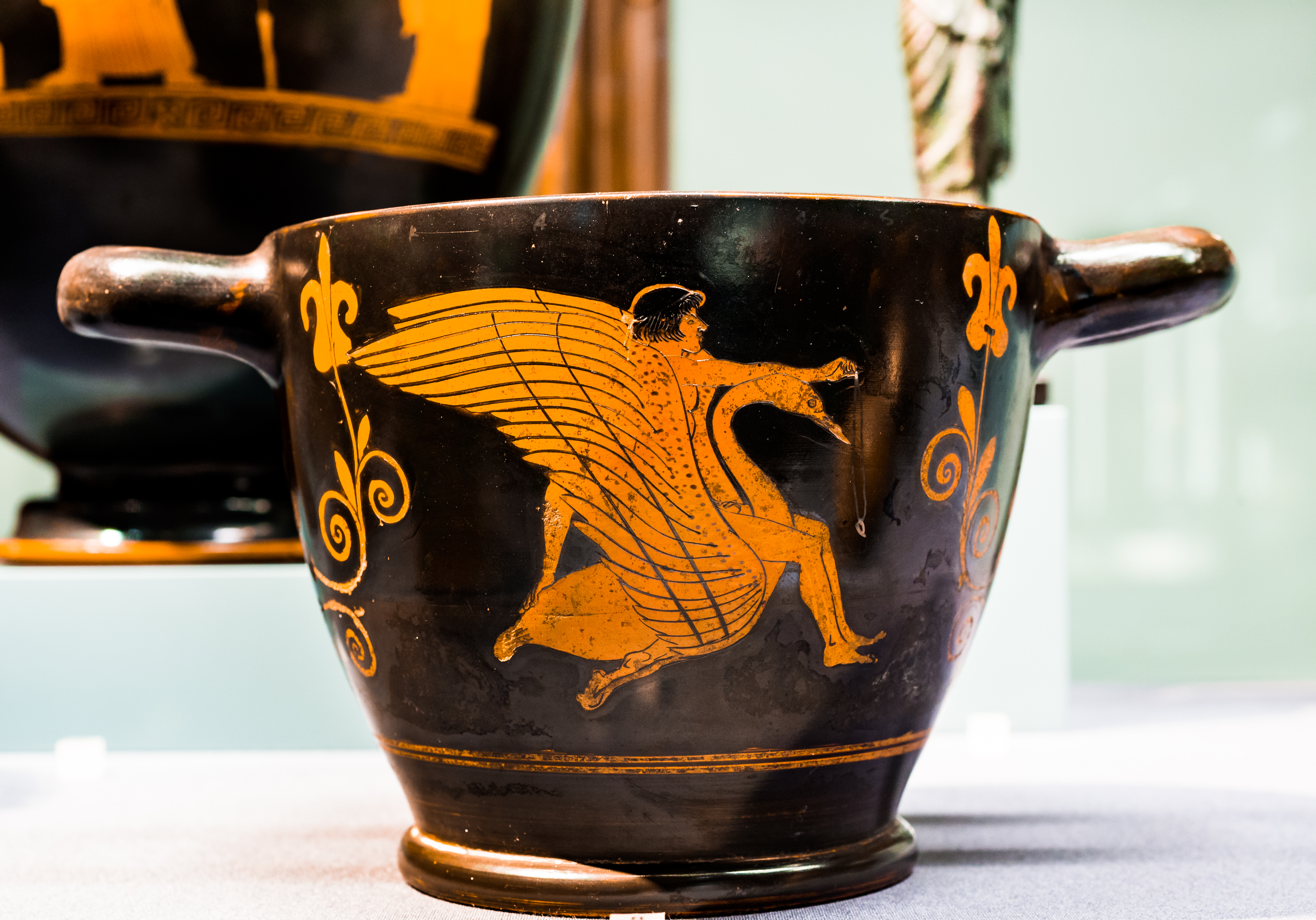
Escifo de cerámica ática de figuras rojas que representa a Jacinto volando sobre un cisne, c. 470 a. C., Museo de Historia del Arte, Colección de Antigüedades IV 191, Viena.

El Pintor de Céfiro es el nombre convenido de un pintor de vasos áticos, activo aproximadamente entre el 475 y el 450 a. C.
Recibió su nombre de la pintura de figuras rojas de Céfiro sobre un escifo de Viena (Museo de Historia del Arte, Colección de Antigüedades IV 191), que John Beazley atribuyó originalmente al Pintor de Lewis. Henry Roy William Smith, W. Smith (profesor de arqueología clásica en la Universidad de California, Berkeley), pero atribuyó esta obra, junto con varias otros escifos (solo sobreviven alrededor de media docena), al Pintor de Céfiro sobre la base de pequeñas diferencias estilísticas, y Beazley lo aceptó. Su estilo pictórico es quizás un poco más tosco (menos refinado) que el del Pintor de Lewis, pero, como han señalado Smith y Beazley, muy similar y bastante bueno.

En todos sus escifos (parece haberse limitado a decorar escifos) Se presentan escenas muy originales y completamente diferentes. El skyphos representa a Jacinto volando en el cisne de Apolo a un lado y a Céfiro, el dios del viento del oeste, al otro. Aquí, Jacinto vuela por los aires en un cisne de cara al viento, como lo indican sus ojos entrecerrados. Céfiro, representado como un joven demonio, camina rápidamente hacia él desde el otro lado de la embarcación y extiende los brazos para sujetarlo. El niño, asustado, sostiene un amuleto mágico en la mano extendida para protegerse.  Otra de sus obras maestras es el escifo de Küsnacht (Colección Hirschmann G18), muestra figuras masculinas ejercitándose en un campo deportivo (palestra). Un joven desnudo con una azada ajusta el desnivel de la arena. Una columna marca el inicio y el final de la pista de atletismo, y también se muestra el equipamiento de los atletas: sandalias, aríbalos, estrígiles  y una gran palangana (luterio). Entre la palangana y la columna se encuentra la inscripción «KALOS», que significa «hermoso». Su característica (alta calidad) expresión artística sugiere que probablemente fue influenciado por las obras del Pintor de Brigos.